# ییلدیری باشتروک
ییلدیری باشتروک (انگلیسی: Yıldıray Baştürk؛ زادهٔ ۲۴ دسامبر ۱۹۷۸) یک بازیکن فوتبال اهل ترکیه است.
وی همچنین در تیم ملی فوتبال ترکیه بازی کرده‌است.